# Drepanicus gayi
Drepanicus gayi là một loài côn trùng trong họ Mantispidae thuộc bộ Neuroptera. Loài này được Blanchard in Gay miêu tả năm 1851.